# Katalin Gerő
Katalin Gerő, auch Katharina Gerö, (geboren als Katharina Grün 1853 in Hévízgyörk, Kaisertum Österreich; gestorben 29. Mai 1944 in Budapest) war eine ungarische Sozialarbeiterin. Sie war Leiterin des jüdischen Waisenhauses für Mädchen in Budapest.

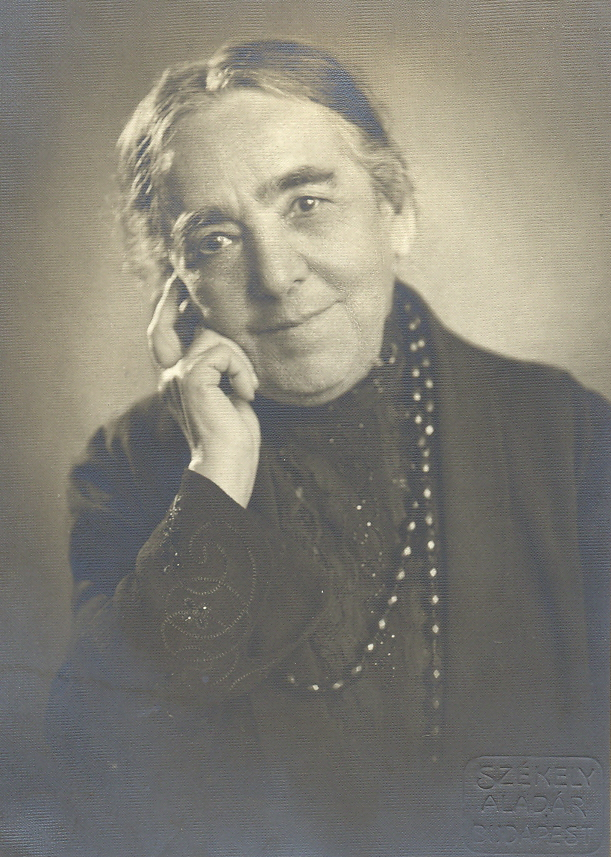
Aladár Székely: Katalin Gerő (1920er Jahre)

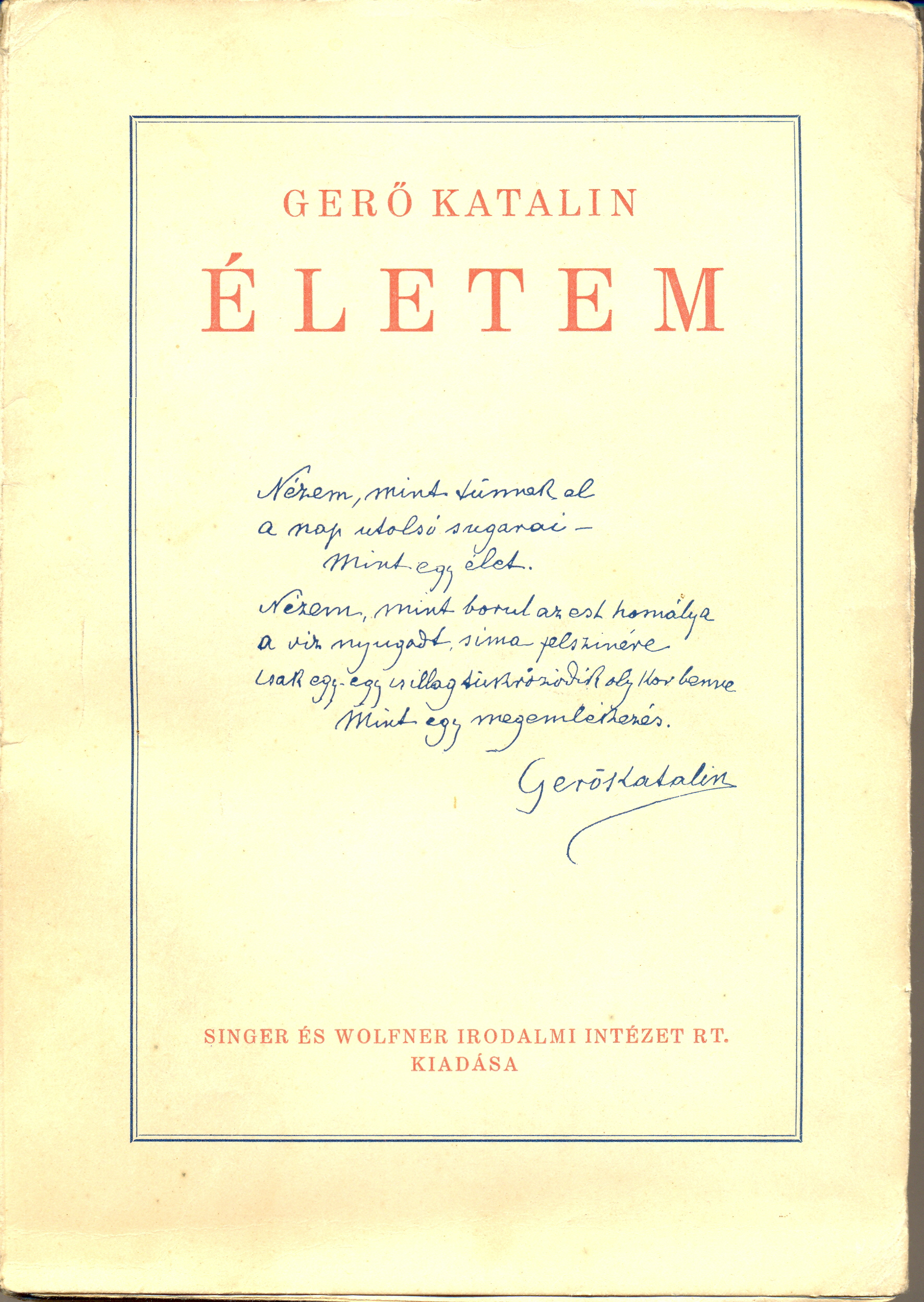
Életem (1929)

## Leben
Katharina Grün war eine Tochter des László Grün und der Zsófia Benkő, die eine kleine Landwirtschaft in Hévízgyörk bewirtschafteten. Die Familie magyarisierte ihre Namen in Gerő. Katalin hatte fünf Geschwister, unter ihnen der Dramatiker Károly Gerő (1856–1904). Nach dem Tod der Mutter zerfiel die Familie, und Katalin Gerő zog in den 1870er Jahren auf Arbeitssuche nach Budapest, wo sie sich als Näherin und Prostituierte durchschlug. Sie kam in Berührung mit der wohltätigen jüdischen Frauenorganisation Pesti Izraelita Nőegylet, deren Leiterin Johanna Bischitz von Heves (1827–1898) ihr 1898 die Direktorenstelle des jüdischen Mädchenwaisenhauses in Budapest antrug.
In den über 40 Jahren Gerős Tätigkeit durchliefen an die 1300 Waisenmädchen die Institution, die sich auch zu einem bedeutenden Lehrerinnenseminar entwickelte. Gerő gründete daneben in Budapest 1901 eine zionistische Mädchenorganisation.
Im Jahr 1929 veröffentlichte sie einen Band mit Erinnerungen, der 1933 ins Deutsche übersetzt und mehrfach aufgelegt wurde. 1937 schrieb sie eine Geschichte der jüdischen Frauenorganisation in Ungarn.
Der jüdische Dichter József Kiss (1843–1921) widmete ihr ein Gedicht über eine Nähmaschine, der Schriftsteller Elek Benedek (1859–1929) einen Roman mit dem Titel Katalin.
Laut Julia Richers (Yivo, 2008) wurde in der 1933 erschienenen deutschen Übersetzung der Autobiographie der jüdische Aspekt verschwiegen und Gerő als genuine Protestantin und Antikommunistin vorgestellt.

## Schriften
- Életem. Budapest: Singer és Wolfner, 1929
  - Erfülltes Leben. Leipzig : Koehler & Amelang, 1933
  - Erfülltes Leben. Mit einem biographischen Nachtrag von Christoph von Nagy und Maria von Nagy. Zürich : Rascher, 1953
- A szeretet Munkásai. A Pesti Izr. Nőegylet. Budapest: Bendetz, 1937